# Норт-Джадсон (Індіана)
Норт-Джадсон (англ. North Judson) — місто (англ. town) в США, в окрузі Старк штату Індіана. Населення — 1857 осіб (2020).

## Географія
Норт-Джадсон розташований за координатами 41°12′58″ пн. ш. 86°46′37″ зх. д. / 41.21611° пн. ш. 86.77694° зх. д. (41.216076, -86.777006).  За даними Бюро перепису населення США в 2010 році місто мало площу 2,86 км², уся площа — суходіл.

## Демографія
Згідно з переписом 2010 року, у місті мешкали 1772 особи в 706 домогосподарствах у складі 456 родин. Густота населення становила 619 осіб/км².  Було 791 помешкання (277/км²).
Расовий склад населення:
| - 96,7 % — білих - 0,3 % — корінних американців - 0,2 % — азіатів - 0,1 % — чорних або афроамериканців - 1,2 % — осіб інших рас |

До двох чи більше рас належало 1,5 %. Частка іспаномовних становила 7,3 % від усіх жителів.
За віковим діапазоном населення розподілялося таким чином: 27,0 % — особи молодші 18 років, 57,5 % — особи у віці 18—64 років, 15,5 % — особи у віці 65 років та старші. Медіана віку мешканця становила 37,7 року. На 100 осіб жіночої статі у місті припадало 92,4 чоловіків;  на 100 жінок у віці від 18 років та старших — 85,9 чоловіків також старших 18 років.
Середній дохід на одне домашнє господарство  становив 45 660 доларів США (медіана — 37 202), а середній дохід на одну сім'ю — 53 703 долари (медіана — 46 136). За межею бідності перебувало 21,0 % осіб, у тому числі 38,2 % дітей у віці до 18 років та 10,8 % осіб у віці 65 років та старших.
Цивільне працевлаштоване населення становило 772 особи. Основні галузі зайнятості: освіта, охорона здоров'я та соціальна допомога — 27,5 %, виробництво — 27,2 %, роздрібна торгівля — 15,2 %, мистецтво, розваги та відпочинок — 6,3 %.